# Graphic Environment Operating System
Graphic Environment Operating System (GEOS) är ett operativsystem från Berkeley Softworks. GEOS utvecklades ursprungligen till Commodore 64, men har även funnits till Apple II, PC, Nokia Communicator med flera. GEOS erbjöd användaren ett grafisk gränssnitt.